# Giurdignano (przystanek kolejowy)
Giurdignano (włoski: Stazione di Giurdignano) – przystanek kolejowy w Giurdignano, w prowincji Lecce, w regionie Apulia, we Włoszech.
Przystanek jak i linia kolejowa jest obsługiwana przez Ferrovie del Sud Est. Znajduje się na linii Lecce – Otranto.

## Linie kolejowe
- Lecce – Otranto

## Usługi
Usługi dostępne na przystanku:
- Kasy biletowe
- Parking
- Toalety
- Poczekalnia